# Sandro Gibellini
Alessandro „Sandro“ Gibellini (* 1957 in Pralboino) ist ein italienischer Jazzmusiker (Gitarre, Komposition).

## Leben und Wirken
Gibellini lernte zunächst als Autodidakt Gitarre. Nach ersten Erfahrungen mit Rockmusik und Blues widmete er sich hauptsächlich dem Modern Jazz. 1979 besucht er das Centro Studi Musicali von Nino Donzelli in Cremona und im selben Jahr wurde er Mitglied im Quintett von Gianni Cazzola und arbeitete mit Pietro Tonolo zusammen. Ab 1980 spielte er mit Musikern wie Gianni Basso, Massimo Urbani, Luigi Bonafede oder Larry Nocella. 1983 nahm er mit Francesca Oliveri am Jazzfestival in Zagreb teil, und ab demselben Jahr spielte er mit vielen amerikanischen Musikern, die auf der Durchreise durch Italien waren wie Lee Konitz, Mel Lewis, Al Grey, Dave Schnitter, Sal Nistico, Steve Grossmann und Lew Tabackin. Mit Jimmy Owens nahm er auch bei Pori Jazz teil.
Zwischen 1984 und 1991 war er Mitglied der RAI-Bigband in Mailand, wo er neben Gianluigi Trovesi, Sergio Fanni und Leandro Prete wirkte. 1986 spielte er in Frankreich mit Dado Moroni, Jimmy Woode und Alvin Queen. Danach schloss er sich dem Quartett von Tullio De Piscopo an, mit dem er an den Jazzfestivals von Sanremo und Rom (mit Woody Shaw als Gast) und an Umbria Jazz teilnahm. 1987 war er der italienische Repräsentant in der EBU-Bigband (Auftritt beim Jazzfestival von Amiens). 1988 und 1989 spielte er im Quintett Reunion (mit Franco Testa, Pietro Tonolo, Danilo Rea und Roberto Gatto), mit dem das Album Flight Charts and Planes entstand. 1990 arbeitete er zudem in der Bigband Keptorchestra um Pietro und Marcello Tonolo, mit der er auch im Studio war. 1991 wurde er Teil des Grande Orchestra Nazionale di Jazz, mit dem es ebenfalls zu Einspielungen kam.
1992 bildete Gibellini ein eigenes Trio mit Mauro Negri und Paolo Birro, mit denen er die CD Funny Men aufnahm. Mit Piero Leveratto und Alfred Kramer entstand das Album Felix (1993); 1996 veröffentlichte er La banda Disegnata mit seinem eigenen Septett. 1997 wurde er zur Midem in Cannes eingeladen, um Italien bei einem Treffen der besten europäischen Gitarristen zu vertreten. Weiterhin bildete er ein kollaboratives Trio mit Ares Tavolazzi und Mauro Beggio (Let’s Face the Music and Dance, 2001). 2006 veröffentlichte er mit seinem Quartett das François Truffaut gewidmete Album Trufo’, 2011 mit seinem Trio Jazz in the Park sowie 2017 mit einem kollaborativen Sextett Fatsology mit der Musik von Fats Waller. Er begleitete aber auch Barbara Casini (Outra Vez) und Silvia Donati und arbeitete im Duo mit dem Pianisten Emanuele Maniscalco (Album 2016). Überdies ist er auch auf Alben mit dem Quartett von Emanuele Cisi, dem Quintett von Guido Manusardi, dem Salvagnini Quartet und mit Scott Hamilton zu hören. Tom Lord verzeichnet 54 Aufnahmen im Bereich des Jazz zwischen 1983 und 2017.
Im Bereich der Popmusik arbeitete Gibellini zudem mit Bruno Lauzi und Fabio Concato und spielte auf mehreren Platten von Mina.
Ferner unterrichtete er am Konservatorium „Luca Marenzio“ in Brescia und am Conservatorio „Francesco Venezze“ in Rovigo.